# Acalypha mexicana
Acalypha mexicana é uma espécie de flor do gênero Acalypha, pertencente à família Euphorbiaceae.